# Leimbach (Nordhausen)
Leimbach is een  dorp in de Duitse gemeente Nordhausen in het gelijknamige Landkreis Nordhausen in Thüringen. Het dorp wordt voor het eerst vermeld in een oorkonde uit 1214. Tot 1 juli 1994 was het een zelfstandige gemeente.
Bielen · Buchholz ·Herreden · Hesserode · Hochstedt · Hörningen · Krimderode · Leimbach · Petersdorf · Rodishain · Rüdigsdorf · Salza · Steigerthal · Steinbrücken · Stempeda · Sundhausen